# Úrvalsdeild Karla 1936
La Úrvalsdeild Karla 1936 fue la 25.ª edición del campeonato de fútbol islandés. El campeón fue el Valur Reykjavik, que ganó su cuarto título.

## Tabla de posiciones
|   | Equipo          | PJ | PG | PE | PP | GF | GC | DG  | Pts |
| - | --------------- | -- | -- | -- | -- | -- | -- | --- | --- |
| 1 | Valur Reykjavik | 3  | 2  | 1  | 0  | 10 | 5  | +5  | 5   |
| 2 | KR Reykjavik    | 3  | 1  | 2  | 0  | 10 | 4  | +6  | 4   |
| 3 | Fram Reykjavik  | 3  | 1  | 1  | 1  | 8  | 3  | +5  | 3   |
| 4 | Víkingur        | 3  | 0  | 0  | 3  | 1  | 17 | -16 | 0   |